# Джон Леклер
Джон Леклер (англ. John LeClair, нар. 5 липня 1969, Сент-Олбанс, Вермонт) — колишній американський хокеїст, що грав на позиції крайнього нападника. Грав за збірну команду США.
Володар Кубка Стенлі. Провів понад тисячу матчів у Національній хокейній лізі.

## Ігрова кар'єра
Хокейну кар'єру розпочав 1985 року.
1987 року був обраний на драфті НХЛ під 33-м загальним номером командою «Монреаль Канадієнс».
Протягом професійної клубної ігрової кар'єри, що тривала 16 років, захищав кольори команд «Монреаль Канадієнс»,  «Філадельфія Флаєрс» та  «Піттсбург Пінгвінс».
Загалом провів 1121 матч у НХЛ, включаючи 154 гри плей-оф Кубка Стенлі.
Був гравцем молодіжної збірної США, у складі якої брав участь у 14 іграх. Виступав за національну збірну США, провів 17 ігор в її складі.

## Нагороди та досягнення
Клубні
- Володар Кубка Стенлі в складі «Монреаль Канадієнс» — 1993.
- Перша команда всіх зірок НХЛ — 1995, 1998.
- Друга команда всіх зірок НХЛ — 1996, 1997, 1999.
- Приз НХЛ плюс/мінус — 1997, 1999.
- Учасник матчу усіх зірок НХЛ — 1996, 1997, 1998, 1999, 2000.

Збірна
- Кубок світу в складі збірної США — 1996.
- Срібний призер Зимової Олімпіади — 2002.

## Статистика

### Клубні виступи
| Сезон        | Клуб                    | Ліга         | Регулярний сезон | Регулярний сезон | Регулярний сезон | Регулярний сезон | Регулярний сезон | Плей-оф | Плей-оф | Плей-оф | Плей-оф | Плей-оф |
| Сезон        | Клуб                    | Ліга         | І                | Г                | П                | О                | ШХ               | І       | Г       | П       | О       | ШХ      |
| ------------ | ----------------------- | ------------ | ---------------- | ---------------- | ---------------- | ---------------- | ---------------- | ------- | ------- | ------- | ------- | ------- |
| 1985–86      | «Беллоуз Фрі Академія»  | HS           | 22               | 41               | 28               | 69               | 14               | —       | —       | —       | —       | —       |
| 1986–87      | «Беллоуз Фрі Академія»  | HS           | 23               | 44               | 40               | 84               | 14               | —       | —       | —       | —       | —       |
| 1987–88      | Університет Вермонту    | ECAC         | 31               | 12               | 22               | 34               | 62               | —       | —       | —       | —       | —       |
| 1988–89      | Університет Вермонту    | ECAC         | 18               | 9                | 12               | 21               | 40               | —       | —       | —       | —       | —       |
| 1989–90      | Університет Вермонту    | ECAC         | 10               | 10               | 6                | 16               | 38               | —       | —       | —       | —       | —       |
| 1990–91      | Університет Вермонту    | ECAC         | 33               | 25               | 20               | 45               | 58               | —       | —       | —       | —       | —       |
| 1990–91      | «Монреаль Канадієнс»    | НХЛ          | 10               | 2                | 5                | 7                | 2                | 3       | 0       | 0       | 0       | 0       |
| 1991–92      | «Монреаль Канадієнс»    | НХЛ          | 59               | 8                | 11               | 19               | 14               | 8       | 1       | 1       | 2       | 4       |
| 1991–92      | «Фредеріктон Канадієнс» | АХЛ          | 8                | 7                | 7                | 14               | 10               | 2       | 0       | 0       | 0       | 4       |
| 1992–93      | «Монреаль Канадієнс»    | НХЛ          | 72               | 19               | 25               | 44               | 33               | 20      | 4       | 6       | 10      | 14      |
| 1993–94      | «Монреаль Канадієнс»    | НХЛ          | 74               | 19               | 24               | 43               | 32               | 7       | 2       | 1       | 3       | 8       |
| 1994–95      | «Монреаль Канадієнс»    | НХЛ          | 9                | 1                | 4                | 5                | 10               | —       | —       | —       | —       | —       |
| 1994–95      | «Філадельфія Флаєрс»    | НХЛ          | 37               | 25               | 24               | 49               | 20               | 15      | 5       | 7       | 12      | 4       |
| 1995–96      | «Філадельфія Флаєрс»    | НХЛ          | 82               | 51               | 46               | 97               | 64               | 11      | 6       | 5       | 11      | 6       |
| 1996–97      | «Філадельфія Флаєрс»    | НХЛ          | 82               | 50               | 47               | 97               | 58               | 19      | 9       | 12      | 21      | 10      |
| 1997–98      | «Філадельфія Флаєрс»    | НХЛ          | 82               | 51               | 36               | 87               | 32               | 5       | 1       | 1       | 2       | 8       |
| 1998–99      | «Філадельфія Флаєрс»    | НХЛ          | 76               | 43               | 47               | 90               | 30               | 6       | 3       | 0       | 3       | 12      |
| 1999–00      | «Філадельфія Флаєрс»    | НХЛ          | 82               | 40               | 37               | 77               | 36               | 18      | 6       | 7       | 13      | 6       |
| 2000–01      | «Філадельфія Флаєрс»    | НХЛ          | 16               | 7                | 5                | 12               | 0                | 6       | 1       | 2       | 3       | 2       |
| 2001–02      | «Філадельфія Флаєрс»    | НХЛ          | 82               | 25               | 26               | 51               | 30               | 5       | 0       | 0       | 0       | 2       |
| 2002–03      | «Філадельфія Флаєрс»    | НХЛ          | 35               | 18               | 10               | 28               | 16               | 13      | 2       | 3       | 5       | 10      |
| 2003–04      | «Філадельфія Флаєрс»    | НХЛ          | 75               | 23               | 32               | 55               | 51               | 18      | 2       | 2       | 4       | 8       |
| 2005–06      | «Піттсбург Пінгвінс»    | НХЛ          | 73               | 22               | 29               | 51               | 61               | —       | —       | —       | —       | —       |
| 2006–07      | «Піттсбург Пінгвінс»    | НХЛ          | 21               | 2                | 5                | 7                | 12               | —       | —       | —       | —       | —       |
| Усього в НХЛ | Усього в НХЛ            | Усього в НХЛ | 967              | 406              | 413              | 819              | 501              | 154     | 42      | 47      | 89      | 94      |

### Збірна
| Рік                | Команда            | Турнір             |    | І  | Г | П  | О  | ШХ |
| ------------------ | ------------------ | ------------------ | -- | -- | - | -- | -- | -- |
| 1988               | США                | МЧС                | 7  | 4  | 2 | 6  | 12 |    |
| 1989               | США                | МЧС                | 7  | 6  | 4 | 10 | 12 |    |
| 1996               | США                | КС                 | 7  | 6  | 4 | 10 | 6  |    |
| 1998               | США                | ОІ                 | 4  | 0  | 1 | 1  | 0  |    |
| 2002               | США                | ОІ                 | 6  | 6  | 1 | 7  | 2  |    |
| Молодіжна збірна   | Молодіжна збірна   | Молодіжна збірна   | 14 | 10 | 6 | 16 | 24 |    |
| Національна збірна | Національна збірна | Національна збірна | 17 | 12 | 6 | 18 | 8  |    |